# Ole Hallesby
Ole Christian Hallesby (5. august 1879 i Aremark – 22. november 1961) var en norsk professor i teologi, søn af gårdmand Christian Andersen Hallesby (1844–1923) og Lina Tollefsdatter Dahl (1842–91). Han giftede sig i 1911 med præstedatteren Anne Marie ("Mia") Riddervold (1882–1961). 
Hallesby deltog i oprettelsen af Menighetsfakultetet i Oslo og var i en menneskealder formand for Det norske lutherske Indremisjonsselskap (Indremisjonen) – i Danmark svarende til Kirkelig Forening for den Indre Mission i Danmark (Indre Mission).

## Baggrund
Hallesby voksede op som den sjette af 8 søskende på gården Søndre Hallesby i Aremark. Gården hadde været i hans fars slægt 1500-tallet. Hans far Christian Hallesby var en driftig landmand og medhjælper for præsten. Da Hallesby efter studentereksamen i 1897 begyndte ved det teologiske fakultet i Kristiania, havde han tabt sin tro på Gud, og kun det videnskabelige ved studierne tiltalte ham. I 1902 oplevede han imidlertid en radikal omvendelse, og blev en ortodoks pietist. I årene 1904–07 rejste han rundt som ulønnet prædikant. Han havde også ophold ved læresteder i Tyskland; i 1909 blev han dr. philos. fra universitetet i Erlangen på en afhandling om Johannes Volkelt, og begyndte samme år som lærer ved Menighedsfakultetet i Oslo. Med årene blev han strengere. I 1928 delte han fx Luthers accept af gengifte efter skilsmisse. Det trak Hallesby senere tilbage.

## Anmeldelsen af Øverland
Hallesbys kompromisløse forkyndelse ledte i 1933 til anmeldelse af Arnulf Øverland for blasfemi efter Øverlands foredrag Kristendommen, den tiende landeplage.  Øverland er den sidste, som er blevet tiltalt for blasfemi i Norge. Han forsvarede sig selv i retten, og blev frikendt.
Baggrunden for sagen var Nationaltheatrets opsætning af stykket Guds grønne enge af Marc Connelly. Det fik sognepræst Peder Blessing Dahle (senere kendt for sin udtalelse: "Ufatteligt, hvordan et Guds barn kan være noget andet end en nationalsocialist!" ) til at råbe op om "den hjerteråhed at opføre et negerskuespil, hvor Gud optræder på scenen i bonjour og med cigar." Hallesby bad dermed teaterchef Halfdan Christensen om at droppe skuespillet og tage hensyn til "en stor del af det norske folk, som ved dette teaterstykke virkelig er kommet i samvittighedsnød". Det blev Øverland for meget, og han holdt sit foredrag i protest. Da det jo påstås, at vi er skabt i Guds billede, mente han, at man så måtte tage Bibelen på ordet og faktisk fremstille Gud som en af os. Til hans foredrag havde Halleby og en kollega bedt Oslo kriminalpoliti om at sende en observatør. På denne baggrund blev Øverland sat under tiltale for blasfemi få uger senere. Faktisk manglede der kun én jurystemme på, at han var blevet dømt; derfor sørgede Stortinget for at få den norske blasfemiparagraf skærpet.

## Retledning om samliv
Ægteparret Hallesby satte bo i Håkon den godes vei 1 i Oslo.  Konen Mia skrev opbyggelige fortællinger for børn og unge. Hendes mand skrev i sin "sædelære" for voksne, at ægtefolk skulle bestræbe sig på at gøre samlejet mindst muligt behageligt, for at undgå at synde.

## Krigen
I 1928 udgav Hallesby bogen Den kristelige sedelære, hvor han lagde stor vægt på den enkeltes lydighed mod øvrigheden. Den norske kirkes holdning til Hitlers magtovertagelse var heller ikke entydig. Hallesby deltog ved Geilo-mødet i 1934 og udtrykte i sin tale sympati for regimeskiftet i Tyskland og beundring for Hitlers folkebevægelse: "Og alt dette gennemførtes uden blodsudgydelse." I virkeligheden var Hitlers vej til magten brolagt med voldsudøvelse. Hallesby omtalte videre Mussolini som en befrier fra folkestyret, men afsluttede sin tale ved Geilo-mødet med håbet om, at Hitler "havde mod til at erkende sine fejlgreb overfor kirken." Forfatteren Ronald Fangen rejste i 1928 en række indvendinger mod Sedelæren, især kapitlet om krig. Han sammenlignede Hallesbys standpunkter med tankegangen i Det gamle testamente. Tanken om Gud som en hævner er uforenlig med det kristne bud om, "at man ikke skal gengælde ondt med ondt". Fangen opfattede bogen som "bogstavtrældom og en ganske enestående form for materialisme. Der er ikke luft under ordene, det er ikke ånd i udsagnene." Også fra den senere biskop Kristian Schjelderup kom der tidligt i 1930'erne reaktioner på Hallesbys virksomhed, hvor Schjelderup kaldte hans ånd "en kvælende magtfaktor" i norsk kulturliv, og hans virksomhed farligere for kulturlivet end Øverlands trods og spot. I 1930'erne var Hallesby kritisk til Oxfordbevægelsen, som flere kendte nordmænd havde tilsluttet sig, bl.a. teologiprofessor Sigmund Mowinckel og Ronald Fangen, mens Hallesby mente, bevægelsen prædikede et "korsløst evangelium".
I Den kristelige sedelære skrev Hallesby blandt andet:
- "Både dødsstraf og krig er jo påbudt af Herren."
- "Krig er hellig bøddeltjeneste."[14]

Senere ændrede han holdning. Mange norske gejstlige nedlagde under krigen embedet i protest mod de tyske overgreb, og sommeren 1942 blev "Den midlertidige kirkeledelse" oprettet med biskop Eivind Berggrav som formand og Hallesby som et af medlemmerne. Tidligere havde Hallesby ikke villet vise sig offentligt sammen med liberale teologer; nu samarbejdede han med dem. Fordi Berggrav sad interneret, skulle Hallesby fungere som formand.
Loven om national arbejdsindsats blev vedtaget 22. februar 1943 og vakte stor forbitrelse, da der under henvisning til loven blev udskrevet arbejdskraft til den tyske krigsmagt. Hallesby og lægprædikanten Ludvig Hope oversendte et brev på vegne af "Den midlertidige kirkeledelse", hvor de viste til, at Norge var i krig med Tyskland, og at udskrivning af nordmænd til krigsindsats for Tyskland var skyld i samvittighedskvaler for mange. Hallesby og Hope afsluttede med, at "Gud har kaldt kirken til at være samvittighedens vogter overalt, hvor der øves tvang mod sjælen." Brevet var rettet til Quisling, men var i realiteten en kritik af besættelsesmagten. 13. maj 1943 blev Hallesby og Hope arresteret og sendt til Grini, hvor Hallesby sad fængslet frem til krigens slutning.

## Helvedestalen
I 1953 vakte det stor forargelse, da Hallesby i en direkte radioudsendelse, spurgte chokerede norske lyttere: "Hvordan kan du, som er uomvendt, hvordan kan du lægge dig roligt til at sove om aftenen - du, som ikke ved, enten du vågner i din seng eller i helvede?" Han fortsatte i samme tone med en advarsel om, at "du ved, at hvis du styrtede død ned på gulvet nu, så styrtede du lige ned i helvede!"  Ole Paus, der havde mistet sin mor som 4-årig, og blev opdraget af sin farmor, har fortalt om det chok, han som lille dreng fik af Hallesbys tale: "Det skræmte forstanden af mig at få åbnet muligheden for, at mor måske var i helvede og lå der og brændte. Jeg havde jo hørt gennem hele barndommen at hun var en engel i himmelen." 

## Skrifter
Ole Hallesby huskes for klassikeren: Fra Bønnens Verden, en lang udredning om bønnens verden, oversat til mange sprog.